# Dorel Simion
Dorel Simion (Bucarest, 13 de febrero de 1977) es un deportista rumano que compitió en boxeo. Su hermano Marian compitió en el mismo deporte.
Participó en los Juegos Olímpicos de Sídney 2000, obteniendo una medalla de bronce en el peso wélter. Ganó una medalla de oro en el Campeonato Mundial de Boxeo Aficionado de 1997 y dos medallas en el Campeonato Europeo de Boxeo Aficionado, oro en 1998 y bronce en 2002.

## Palmarés internacional
| Juegos Olímpicos   | Juegos Olímpicos    | Juegos Olímpicos  | Juegos Olímpicos |
| Año                | Lugar               | Medalla           | Categoría        |
| ------------------ | ------------------- | ----------------- | ---------------- |
| 2000               | Sídney (Australia)  | Medalla de bronce | 67 kg            |
| Campeonato Mundial |                     |                   |                  |
| Año                | Lugar               | Medalla           | Categoría        |
| 1997               | Budapest (Hungría)  | Medalla de oro    | 63,5 kg          |
| Campeonato Europeo |                     |                   |                  |
| Año                | Lugar               | Medalla           | Categoría        |
| 1998               | Minsk (Bielorrusia) | Medalla de oro    | 63,5 kg          |
| 2002               | Perm (Rusia)        | Medalla de bronce | 67 kg            |